# Midraš
Midraš je tumačenje (egzegeza) religioznih tekstova u rabinskom židovstvu. Riječ je hebrejska i izvedena je iz osnove drš (heb. דרש), koja znači "tražiti" ili "istraživanje". Midraš (množina: midrašim) ima dva značenja: proces istraživanja i rezultat tog procesa.

## Značenje
U osnovnom značenju, midraš je metoda tumačenja pojedinih odlomaka Talmuda usporedbom s drugim tekstovima, što su je razvili židovski rabini u 1. i 2. st. Začetnici te metode bili su farizeji, koji su nastojali tumačenjem shvatiti duh i smisao teksta i približiti ih neukim ljudima, ili pak prilagoditi promijenjenim okolnostima. Rabin je u sinagogi nakon čitanja propisanog tjednog odlomka iz Tore objašnjavao njegovo značenje, koristeći tekst, ali i vlastite zamisli za koje traži potkrijepu u tekstu. »Zato je midraš dvosmjeran istraživački pothvat: nadahnuće, a istodobno i opravdanje« (Goldstein, str. 9). Metodu su u potpunosti razvili rabini u vjerskoj školi (Bet Midraš) u Jabni od 80. godine.
Dublje značenje teksta izlaže se najčešće kroz pripovijetku. Usmena objašnjenja s vremenom se zapisuju. Zapisana tumačenja, pouke, legende i priče nazivaju se također midraš. Tako je početkom 3. st. nastao zbornik Mišna, a kasnijim proširivanjem Talmud. Nakon kompletiranja teksta oba Talmuda u 5. – 6. st, nastaju i druge zbirke nazivane midrašim. Zbog potrebe stalno novih tumačenja i prilagodbi promijenjenim okolnostima, Biblija je »vremenom postala malenom osnovom neizmjerne količine različitih djela egzegeze, hermeneutike i homiletike« (Werber, str. 84).

## Zbirke midraša
Glavni zbornik midraške književnosti je Midraš Raba ili Veliki Midraš. U njemu se tumači Nauk (Tora, tj. Petoknjižje) i pet svitaka (megilot), koji obuhvaćaju Pjesmu nad pjesmama, Knjigu o Ruti, Tužaljke, Propovjednika i Esteru. Najstariji dio tog zbornika, tumačenje Knjige Postanka, nastao je u 5. st. Neprestano je dopunjavan, a svoj je sadašnji oblik zadobila oko 1100. godine.
Pirke de rabi Eliezer, midraško djelo o Knjizi Postanka i o dijelovima Knjige Izlaska i Knjige Brojeva, pripisuje se rabi Eliezeru ben HIrkanosu iz 1. st. Ipak je, po svoj prilici, napisano u Palestini, u osmom stoljeću (Goldstein, str. 18).
»Talmud i Midrašim su višeglasni kor od stotinu rabina iz najrazličitijih vremena i prostora i zbog toga su otvoreni proces diskusija o svim pitanjima vjere i života« (Kuschel, str. 82). »Sve do današnjeg dana, rabini su veoma radosni ako u Tori uspiju pronaći hiduš (nešto novo), nešto što nitko prije nije zapazio« (Goldstein, str. 9-10).